# Lorraine Bethel
Lorraine Bethel es una poeta y autora feminista lesbiana afroamericana.

## Trayectoria
Bethel se graduó en la Universidad de Yale. Ha dado clases e impartido conferencias sobre cultura y literatura de mujeres afroamericanas en diversas instituciones. Actualmente trabaja como periodista independiente en Nueva York.

### Combahee River Collective
Participó en el Combahee River Collective, una organización que formó parte del movimiento de liberación de las mujeres en las décadas de 1960 y 1970. Combahee River Collective fue un grupo feminista negro fundado en Boston en 1974. Luchó contra los estereotipos raciales, sexuales, heterosexuales, raciales y la opresión de clase.

### Escritura feminista
En un número de off our backs, publicación feminista, una participante relata su experiencia en la 3.ª Conferencia Mundial de Escritoras Lesbianas el 24 de febrero de 1979 en el Centro de Mujeres de la ciudad de Nueva York, en la que Lorraine Bethel y Barbara Smith moderaron uno de los cinco talleres que se impartieron. En su taller, llamado "Crítica feminista del tercer mundo", Bethel y Smith debatieron varios temas como la definición de "crítica", la crítica como un arte "creativo", el feminismo blanco versus el feminismo negro, el feminismo interseccional y la unificación de las lesbianas negras.
Más tarde ese año, en noviembre de 1979, Lorraine Bethel y Barbara Smith editaron como invitadas "The Black Women's Issue" de Condiciones: Cinco, una revista literaria principalmente para mujeres lesbianas negras. En la introducción, se afirma que el tema "refuta la 'inexistencia' de escritoras feministas y lesbianas negras y desafía para siempre nuestra invisibilidad, particularmente en la prensa feminista". Bethel escribió el poema, "¿Qué quieres decir con nosotros, niña blanca? O, La Declaración de Independencia Feminista Lésbica de Cullud", que se publicó en este número.
El ensayo de Bethel, "La infinidad del dolor consciente ": Zora Neale Hurston y la tradición literaria femenina negra apareció en el libro seminal, Todas las mujeres son blancas, todos los negros son hombres, pero algunas de nosotras somos valientes: Estudios de mujeres negras. Identificándose en este ensayo como una crítica feminista negra, escribió: "Creo que hay una tradición separada e identificable de escritoras negras, que existe simultáneamente dentro e independientemente de las tradiciones literarias femeninas estadounidenses, afroamericanas y estadounidenses".

## Obras
- Bethel, Lorraine y Barbara Smith (eds.) Conditions: Five, no. 2: La cuestión de las mujeres negras (Otoño de 1979)[6][3]
- "¿Qué quieres decir con 'nosotras', chica blanca? O, la Declaración de Independencia de las Feministas Lesbianas de Cullud (Dedicada a la propuesta de que todas las mujeres no son iguales, es decir, idénticamente oprimidas)", poema publicado en Bethel & Smith (eds, 1979), págs. 86–92.[4]
- "'Esta infinidad de dolor consciente': Zora Neale Hurston y la tradición literaria femenina negra". En Hull, Gloria T., Smith, Barbara y Scott, Patricia Bell (eds. ), Pero algunas de nosotras somos valientes: todas las mujeres son blancas, todos los negros son hombres: estudios de mujeres negras. Prensa feminista, 1986.ISBN 0-912670-95-9[5]